# جون غايل (لاعب كرة قدم)
جون غايل (بالإنجليزية: John Gayle)‏ هو لاعب كرة قدم بريطاني، ولد في 30 يوليو 1964 في برومزغروف ‏ في المملكة المتحدة. لعب مع برمنغهام سيتي وستوك سيتي وسكونثورب يونايتد وشروزبري تاون وكوفنتري سيتي ونادي بيرتن ألبيون ونادي بيرنلي ونادي تاموورث ونادي توركي يونايتد ونادي سوليهول لكرة القدم ونادي غيلينغهام ونادي موور غرين لكرة القدم ونادي نورثامبتون تاون ونادي هايغيت يونايتد ونادي والسول ونادي ويمبلدون.

## وصلات خارجية
- جون غايل على موقع قاعدة بيانات كرة القدم.إي يو (الإنجليزية)
- جون غايل على موقع Soccerbase.com (لاعب) (الإنجليزية)
- جون غايل على موقع عالم كرة القدم.نت (الإنجليزية)